# H2O Films
H2O Films é uma distribuidora de filmes fundada no Brasil em 2012 por Sandro Rodrigues. Apareceu mais de uma vez ao lados da maiores distribuidoras de filmes no país, segundo os levantamentos do Database Brasil da Filme B em 2014, 2017 e 2019. Em 2014, distribuiu no Brasil em parceria com a Universal Pictures,  Ouija, que levou mais de 500 mil espectadores aos cinemas. entre destaques então o lançamentos do vai que cola o filme que levou mais de 3.300.000 espectadores para o cinema.